# Agnelo Rossi
Agnelo Rossi, né le 4 mai 1913 à Campinas, dans l'État de São Paulo, au Brésil, et mort le 21 mai 1995 à Indaiatuba, est un cardinal brésilien, président de l'Administration du patrimoine du siège apostolique de 1984 à 1989.

## Biographie
Agnelo Rossi est ordonné prêtre le 27 mars 1937 par le cardinal Luigi Traglia pour le diocèse de Campinas.
Nommé évêque de Barra do Piraí le 5 mars 1956, il est consacré le 15 avril suivant par Paulo de Tarso Campos (pt) avec comme co-consécrateurs Hélder Câmara et Vicente Marchetti Zioni (pt). Il est ensuite nommé archevêque de Ribeirão Preto le 6 septembre 1962 avant d'être transféré à São Paulo le 1er novembre 1994. Il en est le seizième évêque, le quatrième archevêque et le deuxième cardinal.
Agnelo Rossi est créé cardinal par le pape Paul VI lors du consistoire du 22 février 1965 avec le titre de cardinal-prêtre de Gran Madre di Dio.
Le 22 octobre 1970, il est nommé à la Curie romaine comme préfet de la Congrégation pour l'évangélisation des peuples.
Le 8 avril 1984, il devient président de l'Administration du patrimoine du siège apostolique. Quelques semaines plus tard, le 25 juin 1984, il est élevé au rang de cardinal-évêque de S. Sabina-Poggio Mirteto.
En outre, le 19 décembre 1986, il est nommé doyen du Collège des cardinaux et cardinal-évêque d'Ostie. Le 6 décembre 1989, il se démet de sa charge de président de l'Administration du patrimoine du siège apostolique et le 31 mai 1993, de celle de doyen du Collège des cardinaux. Il a alors 80 ans.

## Succession apostolique
Agnelo Rossi a ordonné les évêques suivants :
- Évêque José Lafayette Ferreira Álvares (pt) (1965)
- Évêque Bruno Maldaner (pt) (1966)
- Cardinal Paulo Evaristo Arns, O.F.M. (1966)
- Cardinal Lucas Moreira Neves, O.P. (1967)
- Évêque Máximo André Biennès (de), T.O.R. (1968)
- Archevêque Godefroid Mukeng'a Kalond (de), C.I.C.M. (1971)
- Évêque Paolo Vieri Andreotti (de), O.P. (1972)
- Évêque Miguel Irízar Campos (es), C.P. (1972)
- Évêque Thomas Nkuissi (1973)
- Évêque Paul Huỳnh Đông Các (it) (1974)
- Évêque Dominique Nguyễn Văn Lãng (it) (1974)
- Évêque Nicolas Huỳnh Văn Nghi (it) (1974)
- Cardinal Alexandre José Maria dos Santos, O.F.M. (1975)
- Évêque Januário Machaze Nhangumbe (pt) (1975)
- Évêque Pio Yukwan Deng (de) (1975)
- Évêque Joseph Abangite Gasi (1975)
- Cardinal Gabriel Zubeir Wako (1975)
- Archevêque Joseph Ti-kang (de) (1975)
- Évêque Joseph Wang Yu-jung (de) (1975)
- Cardinal John Baptist Wu Cheng-chung (1975)
- Évêque Edmund Joseph Fitzgibbon, S.P.S. (1976)
- Évêque Giovanni Bernardo Gremoli (it), O.F.M.Cap. (1976)
- Archevêque Giulio Einaudi (1977)
- Évêque Sixtus Josef Parzinger (de), O.F.M.Cap. (1978)
- Archevêque Thomas A. White (en) (1978)
- Évêque José Luis Serna Alzate (es), I.M.C. (1978)
- Archevêque Pablo Puente Buces (es) (1980)
- Évêque Domenico Crescentino Marinozzi (en), O.F.M.Cap. (1982)
- Évêque Joseph Kingsley Swampillai (de) (1983)